# Верика
Верика, также Верик или Берик (лат. Verica) — правитель кельтского племени атребатов в 15 — 43 годах, в период противостояния римской экспансии. 
Один из трех сыновей Коммия, союзника Юлия Цезаря, впоследствии присоединившегося к восстанию Верцингеторига и бежавшего в Британию. Несмотря на наличие могущественных врагов, Коммий правил атребатами до своей смерти в 20 году до н.э., ему по очереди наследовали его сыновья — Тинкомар, Эппилл и Верика. Верика получил власть от Эппилла в 15 году н.э., в то время как сам Эппилл после этого правил племенем кантии до 30 года. По одной из версий, Верика сверг брата, вынудив бежать в соседние земли, по другой — Эппилл сам передал младшему брату свои владения, когда был приглашен править кантии. Наконец, существуют предположения, что Эппилл, сын Коммия, умер в 15 году, а правитель кантии — другое лицо. 
Королевство Верики притеснялось растущим влиянием одного из сильнейших кельтских племен — катувеллаунов, возглавляемых Кунобелином. Примерно в 25 году братом Кунобелина Епатиком была захвачена Каллева. Около 35 года, после смерти Епатика, Верика отвоевал некоторую территорию, но сын Кунобелина Каратак начал новую военную кампанию и в начале 40-х годов атребаты были завоеваны.
Верика бежал в Рим, дав тем самым новому императору Клавдию повод для нового вторжения в Британию. После вторжения римлян Верика, возможно, был восстановлен как король, но об этом нет никаких свидетельств. Зато в то время в южной Англии появляется новый лидер — Тиберий Клавдий Когидумн, король регни, который, возможно, был сыном и наследником Верика.